# Antonio Sebastiani Minturno

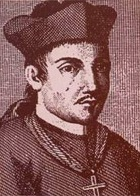
Natural de Traetto, Italia es considerado como uno de los referenentes humanistas de su época. Nació en el año 1500.

Antonio Sebastiani Minturno (Traetto, 1500-Crotona, c. 1574) fue un humanista, poeta, erudito, crítico literario y obispo italiano, autor de una famosa e influyente Arte poética.

## Biografía
Estudió mucha filosofía con Agostino Nifo en Nápoles, Sessa y Pisa. De joven anduvo enamorado de una dama, pero la dejó en 1521 y no se le conocen pasiones ulteriores. En Roma se dio al estudio del griego y del hebreo, pero no terminó este último. Como obispo, gobernó las diócesis de Ugento y Crotona. Enseñó además en la Universidad de Pisa. Escribió poesía en latín (Carmina, 1548; Poemata, 1562; Poemata Tridentina, 1564), escritos durante el Concilio de Trento). En italiano, Rime e Prose (1559). Y, por supuesto, su tratado L'arte poetica, traducido al español en 2009 en dos volúmenes. Terminada en 1563, fue publicada en 1564 por G. Andrea Valvassori. Trata de los preceptos heroicos, trágicos, cómicos, satíricos y de toda otra poesía; desarrolla una doctrina completa sobre los sonetos, las canciones y todas las rimas toscanas tal como las ha hecho Petrarca, y expone las doctrinas de Aristóteles, Horacio y otros autores griegos y latinos que han escrito para enseñanza de los poetas. Es la primera escrita en lengua vulgar y va dispuesta en cuatro razonamientos o diálogos que Minturno sostiene con cuatro amigos, Vespasiano Gonzaga, Ferrante Carafa, Angelo Constanzo y Bernardino Rota, todos ellos poetas. Le piden a Minturno que explique en lengua vulgar lo que ya expuso en latín en su obra El Poeta (De Poeta, 1559); lo hace, pero se muestra esta vez menos platónico y más aristotélico, quizá por influjo del Concilio de Trento. Deseoso de completar la Poética de Aristóteles idea una teoría de la comedia ausente en su modelo. Entre los poetas en lengua vulgar, se detiene sobre todo en los sicilianos y los toscanos, sobre todo Petrarca, del que era un gran admirador. Según él, el fin de la tragedia es delectare, docere, movere y, como Aristóteles, defiende que el arte es mímesis o imitación y que la tragedia ha de producir catarsis (purga, purificación) de sentimientos o pasiones. Es el primer teórico de la literatura que constituye la tríada de géneros -épica, lírica, dramática- que estaría destinada a tener una larga fortuna en la poética europea posterior. Torcuato Tasso le dedicó su diálogo Minturno, ovvero de la bellezza.

## Obra
- Carmina, 1548
- Poemata, 1562
- Poemata Tridentina, 1564
- Rime e Prose (1559)
- De Poeta. Libri Sex Venezia, 1559.
- L’Arte poetica del Sig. Antonio Minturno, nella quale si contengono i precetti Heroici, Tragici, Comici, Satyrici, e d’ogni altra Poesia. Con la dottrina de’ Sonetti, canzoni et ogni sorte de Rime Thoscane, dove s’insegna il modo che tenne il Petrarca nelle sue opere. Et si dichiara a’ suoi luoghi tutto quel, che da Aristotele, Horatio et altri autori Greci, e Latini, è stato scritto per ammaestramento di Poeti. Con le postille del dottor Valvassori, non meno chiare, che breui, et due tavole, l’una de’ capi principali, l’altra di tutte le cose memorabile. Por Andrea Valvassori, Venecia, 1564.(Ed. facsímil. Munich,W. Fink Verlag, 1971).